# Великий перелом

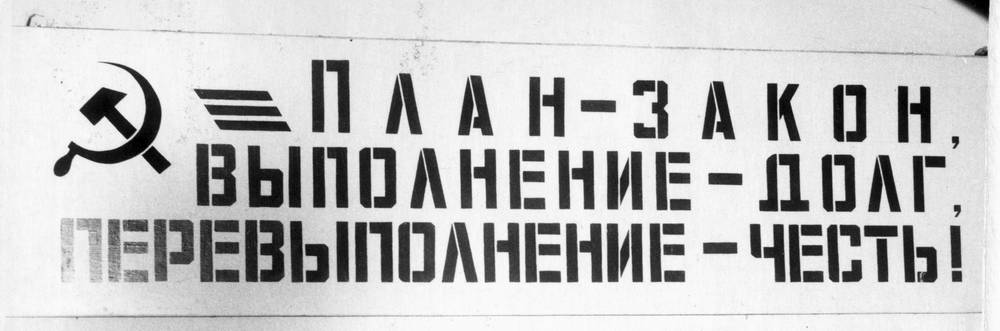
Агитационный плакат о выполнении пятилетнего плана

«Великий перелом» — выражение И. В. Сталина, которым он охарактеризовал начатую в конце 1920-х в СССР политику форсированной индустриализации и коллективизации сельского хозяйства.
Новая экономическая политика, проводившаяся после окончания Гражданской войны и будучи по своей сути компромиссным решением острого кризиса, не могла обеспечить в условиях ожидавшейся войны должные темпы перехода экономики СССР от отсталой аграрной к развитой индустриальной. Одним из возможных путей развития могла быть дальнейшая экономическая либерализация и углубление НЭПа. ВКП(б) под руководством Сталина избрала другой путь — создание мобилизационной экономики с предельной концентрацией ресурсов в государственных институтах.

## История
Выступая в ЦК 19 ноября 1928 года Сталин сравнит предстоящую трансформацию страны в годы первой пятилетки с петровскими преобразованиями.
В своей статье «Год великого перелома: к XII годовщине Октября» И. В. Сталин назвал 1929 год «годом великого перелома на всех фронтах социалистического строительства». Именно в этот год произошёл окончательный отказ от политики НЭПа и обозначен мобилизационный курс развития, благодаря которому была решена стоявшая перед страной задача индустриальной модернизации.

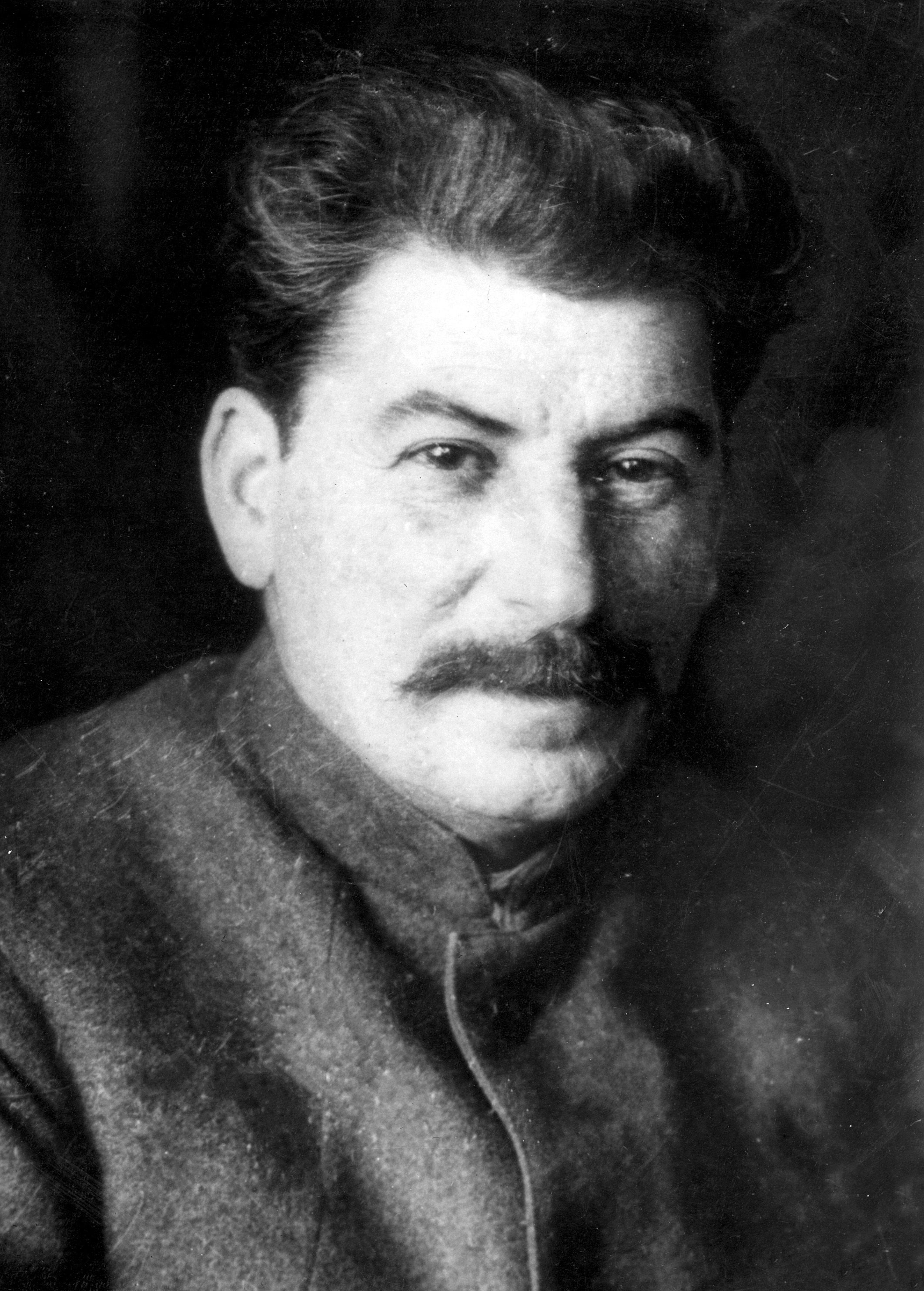
Генеральный секретарь ЦК КПСС И. В. Сталин в 1929 году.

По утверждению Сталина, в 1929 году партии и стране удалось добиться решительного перелома:
1. в области производительности труда, что выразилось в «развёртывании творческой инициативы и могучего трудового подъёма миллионных масс рабочего класса на фронте социалистического строительства».
2. в области разрешения в основном проблемы накопления для капитального строительства тяжёлой промышленности, ускоренного развития производства средств производства и создания предпосылок для «превращения нашей страны в страну металлическую».
3. в переходе земледелия «от мелкого и отсталого индивидуального хозяйства к крупному и передовому коллективному земледелию, к совместной обработке земли, к машинно-тракторным станциям, к артелям, колхозам, опирающимся на новую технику, наконец, к гигантам-совхозам, вооружённым сотнями тракторов и комбайнов».

Реальная ситуация в стране, однако, была далеко не такая оптимистичная. Как указывает исследователь О. В. Хлевнюк, курс на форсированную индустриализацию и насильственную коллективизацию «фактически вверг страну в состояние гражданской войны».
Особенно остро отреагировало сельское население — насильственные хлебозаготовки, сопровождавшиеся массовыми арестами и разорением хозяйств, привели к мятежам, количество которых к концу 1929 года исчислялось уже многими сотнями. Не желая отдавать имущество и скот в колхозы и опасаясь репрессий, которым подверглись зажиточные крестьяне, люди резали скот и сокращали посевы.
На сопротивление деревни государство ответило силой. Провозгласив курс на сплошную коллективизацию и ликвидацию кулаков, опираясь на направленные в деревню из города специальные рабочие отряды при поддержке ОГПУ и армии, местные власти насильно сгоняли крестьян в колхозы, отнимая у них имущество.
Это привело лишь к ещё большему обострению обстановки. Согласно данным из различных источников, приводимым О. В. Хлевнюком, в январе 1930 года. было зарегистрировано 346 массовых выступлений, в которых приняли участие 125 000 человек, в феврале — 736 (220 000), за первые две недели марта — 595 (около 230 000), не считая Украины, где волнениями было охвачено 500 населённых пунктов. В марте 1930 года в целом в Белоруссии, Центрально-Чернозёмной области, в Нижнем и Среднем Поволжье, на Северном Кавказе, в Сибири, на Урале, в Ленинградской, Московской, Западной, Иваново-Вознесенской областях, в Крыму и Средней Азии было зарегистрировано 1642 массовых крестьянских выступления, в которых приняли участие не менее 750 000—800 000 человек. На Украине в это время волнениями было охвачено уже более тысячи населённых пунктов.
Партийному и государственному руководству пришлось несколько отступить, и 2 марта 1930 в советской печати было опубликовано письмо Сталина «Головокружение от успехов», в котором вина за «перегибы» при проведении коллективизации была возложена на местных руководителей. Ещё через месяц на места была направлена правительственная директива о смягчении курса в связи с угрозой «широкой волны повстанческих крестьянских выступлений» и уничтожения «половины низовых работников», а также уточнения о порядке реализации коллективизации. Сопротивление крестьянства, однако, привело лишь к некоторому сдерживанию темпов коллективизации, которая была завершена в последующие несколько лет, после того, как силами ОГПУ удалось подавить антисоветские выступления, нейтрализовать и ликвидировать их организаторов и наиболее активных участников. Усмирению крестьянства способствовала и массовая высылка кулаков и членов их семей в лагеря и трудовые поселения в Сибири и на Севере.
В период мирового экономического кризиса, демографическая статистика свидетельствовала о взрывном приросте населения СССР (+15,7 млн чел. с 1926 по 1939 гг.) по сравнению с погрузившимися в Великую Депрессию США(прирост 13,5 млн чел). Двукратный рост доходов населения с 1932-го по 1937-й обусловил не только улучшение благосостояния, но и увеличение объема внутреннего рынка, что в условиях удешевления импорта и экспорта вследствие кризиса явилось дополнительным импульсом к дальнейшей модернизации.
В третью пятилетку удалось наконец приступить к реализации главной цели реформ — развертыванию военной промышленности в условиях нарастающей военной угрозы.

## Итоги
В историографии годами «Великого перелома» принято называть период первых двух сталинских пятилеток.
| Продукция                       | 1932 г. | 1937 | 1932 к 1928 (%) 1-я пятилетка | 1937 к 1933 (%) 1 и 2-я пятилетки |
| ------------------------------- | ------- | ---- | ----------------------------- | --------------------------------- |
| Чугун, млн. т.                  | 6,2     | 14,5 | 188 %                         | 439 %                             |
| Сталь, млн. т.                  | 5,9     | 17,7 | 137 %                         | 412 %                             |
| Прокат чёрных металлов, млн. т. | 4,4     | 13   | 129 %                         | 382 %                             |
| Уголь, млн. т.                  | 64,4    | 128  | 181 %                         | 361 %                             |
| Нефть, млн. т.                  | 21,4    | 28,5 | 184 %                         | 246 %                             |
| Электроэнергия, млрд кВт·ч      | 13,5    | 36,2 | 270 %                         | 724 %                             |
| Бумага, тыс. т.                 | 471     | 832  | 166 %                         | 293 %                             |
| Цемент, млн. т.                 | 3,5     | 5,5  | 194 %                         | 306 %                             |
| Сахарный песок, тыс. т.         | 1828    | 2421 | 142 %                         | 189 %                             |
| Станки металлорежущие, тыс. шт. | 19,7    | 48,5 | 985 %                         | 2425 %                            |
| Автомобили, тыс. шт.            | 23,9    | 200  | 2988 %                        | 25000 %                           |
| Обувь кожаная, млн. пар         | 86,9    | 183  | 150 %                         | 316 %                             |

Первая пятилетка (1928-32) была разработана на основе Директив Пятнадцатого съезда ВКП(б), как продолжение и развитие идей долгосрочного плана ГОЭЛРО. Гл. задача 1-й пятилетки состояла в построении фундамента социалистической экономики и укреплении обороноспособности страны. План предусматривал задания и мероприятия, направленные на превращение СССР из аграрной в развитую индустриальную державу, на коллективизацию значительного числа крестьянских хозяйств. Работа по подготовке плана проходила в острой борьбе против троцкистов, отстаивавших лозунг «сверхиндустриализации», и правой оппозиции, требовавшей равнения на «узкие места» в народном хозяйстве, низких темпов развития, особенно отраслей тяжёлой промышленности.
В результате выполнения второго пятилетнего плана развития народного хозяйства СССР было введено в действие 4500 крупных государственных промышленных предприятий. Часть продукции промышленности в общем объёме хозяйства повысилась с 70,2 % в 1932 до 77,4 % в 1937. 80 % всей промышленной продукции было получено на предприятиях, вновь построенных или полностью реконструированных за годы 1-й и 2-й пятилеток.
Для поддержки роста промышленного и сельскохозяйственного производства, а также в связи с развитием новых индустриальных районов была реализована масштабная программа железнодорожного строительства, введены в действие крупные сооружения водного транспорта. Грузооборот железнодорожного транспорта увеличился за пятилетие более чем в 2 раза. Производительность труда в промышленности выросла на 90 %, что явилось результатом повышения технического уровня и освоения новой техники.
По абсолютным объёмам промышленного производства СССР в конце 30-х гг. вышел на второе-третье место после США и Германии. Сократилось отставание от развитых стран по производству продукции на душу населения. Количество рабочих выросло с 9 до 23 млн человек. В 1935 г. отменили карточки на продукты и промышленные товары. В третьей пятилетке (1937—1941) темпы роста промышленного производства по категориям А и Б(производство средств производства и производство товаров народного потребления)значительно снизились и не превышали в среднем 3-4 % в год. В этот период заметно выросла доля военной промышленности, которая к тому моменту стала обеспечена необходимой материально-сырьевой и кадровой базой.
В результате за 14 предвоенных лет были созданы целые отрасли промышленности буквально с нуля, а также в достаточно быстрой ликвидации её последствий в виде карточной системы и т. д.